# Lipaugus
Genre
Lipaugus est un genre d'oiseaux d'Amérique du Sud de la famille des Cotingidae, et regroupant 7 des 9 espèces de Piauhaus, les deux autres appartenant maintenant au genre Snowornis.

## Liste d'espèces
D'après la classification de référence (version 13.2, 2023) du Congrès ornithologique international (ordre phylogénique) :
- Lipaugus weberi – Piauhau de Weber
- Lipaugus fuscocinereus – Piauhau sombre
- Lipaugus uropygialis – Piauhau à faucilles
- Lipaugus unirufus – Piauhau roux
- Lipaugus vociferans – Piauhau hurleur
- Lipaugus lanioides – Piauhau à tête grise
- Lipaugus streptophorus – Piauhau à collier
- Lipaugus ater – Cotinga noir
- Lipaugus conditus – Cotinga à ailes grises